# 刘裕瑄
刘裕瑄（1918年—？），男，湖北汉阳人，中国纺纺机械专家，曾任中国纺织大学教授、博士生导师。